# Artturi Lehkonen
Artturi Lehkonen (Piikkiö, Finlandia, 4 de julio de 1995), apodado Lehky, es un jugador profesional finlandés de hockey sobre hielo que se desempeña en la posición de extremo izquierdo en Colorado Avalanche, equipo de la National Hockey League (NHL).

## Carrera
Fue seleccionado en la segunda ronda en la NHL Entry Draft de 2013. En 2016 hizo su debut profesional con el equipo Montreal Canadiens, en el cual jugó seis temporadas (2016-2021), después pasó a Colorado Avalanche, donde lleva jugando tres temporadas.